# Pozsony villamosvonal-hálózata
Pozsony villamosvonal-hálózata mintegy 39,4 km, melyen 154 megálló található. Az első vonal 1895. augusztus 27-én nyílt meg. A hálózat 1000 mm-es nyomtávolságú, az áramellátás felsővezetékről történik, a vontatási feszültség 600 V egyenáram. A pozsonyi villamosok 2016-ig csak a Duna bal partján elterülő északi városrészben közlekedtek. A vonalak 2014 óta sokat változtak, az átépítések és a gazdaságosság miatt 2019-ben már csak kilenc hosszabb viszonylat üzemel. A vonalakat 1-től 9-ig jelölik.

## Vonalak
A villamosvonalak az Óvárosban található körgyűrűbe futnak össze, olyan fontos megállókkal, mint a Városközpont (Centrum) és a Šafárik tér (Šafárikovo námestie, eredeti nevén András király tere). Egyes vonalak találkozásánál alakultak ki hasonlóan fontos csomópontok, mint a Nagyszombati vám (Trnavské mýto), a Récsei vám (Račianské mýto) és a Szlovák Műszaki Egyetem (Slovenská Technická Univerztia - STU).
| Vonalszám | Végállomás                                              | Fontosabb csomópontok | Végállomás                               |
| --------- | ------------------------------------------------------- | --- | ---------------------------------------- |
| 1         | Hlavná stanica (Főpályaudvar)                           | Obchodná – Centrum – Nám. Ľ. Štúra – Štúrova – Centrum – Obchodná                                                                        | Hlavná stanica (Főpályaudvar)            |
| 3         | Petržalka (Pozsonyligetfalu) - Juzne mesto (Déli város) | Račianské mýto (Récsei vám), Stn. Vinohrady (Szőlőhegy vasútállomás), Centrum (Városközpont), Šafárikovo námestie (Šafárik tér)          | Rača (Récse) – Komisárky (Komiszár utca) |
| 4         | Dúbravka (Pozsonyhidegkút) - Pri kríži (Keresztnél)     | Most SNP (Szlovák Nemzeti Felkelés hídja) →, Šafárikovo námestie (Šafárik tér), Centrum (Városközpont), Trnavské mýto (Nagyszombati vám) | Zlaté piesky (Aranyhomok)                |
| 7         | Hlavná stanica (Főpályaudvar)                           | Račianské mýto (Récsei vám), Stn. Vinohrady (Szőlőhegy vasútállomás)                                                                     | Rača (Récse) – Komisárky (Komiszár utca) |
| 9         | Karlova Ves (Károlyfalu)                                | Centrum (Városközpont) →, Trnavské mýto (Nagyszombati vám), Nemocnica Ružinov (Főrévi kórház)                                            | Ružinov (Főrév) – Astronomická           |

## Képgaléria

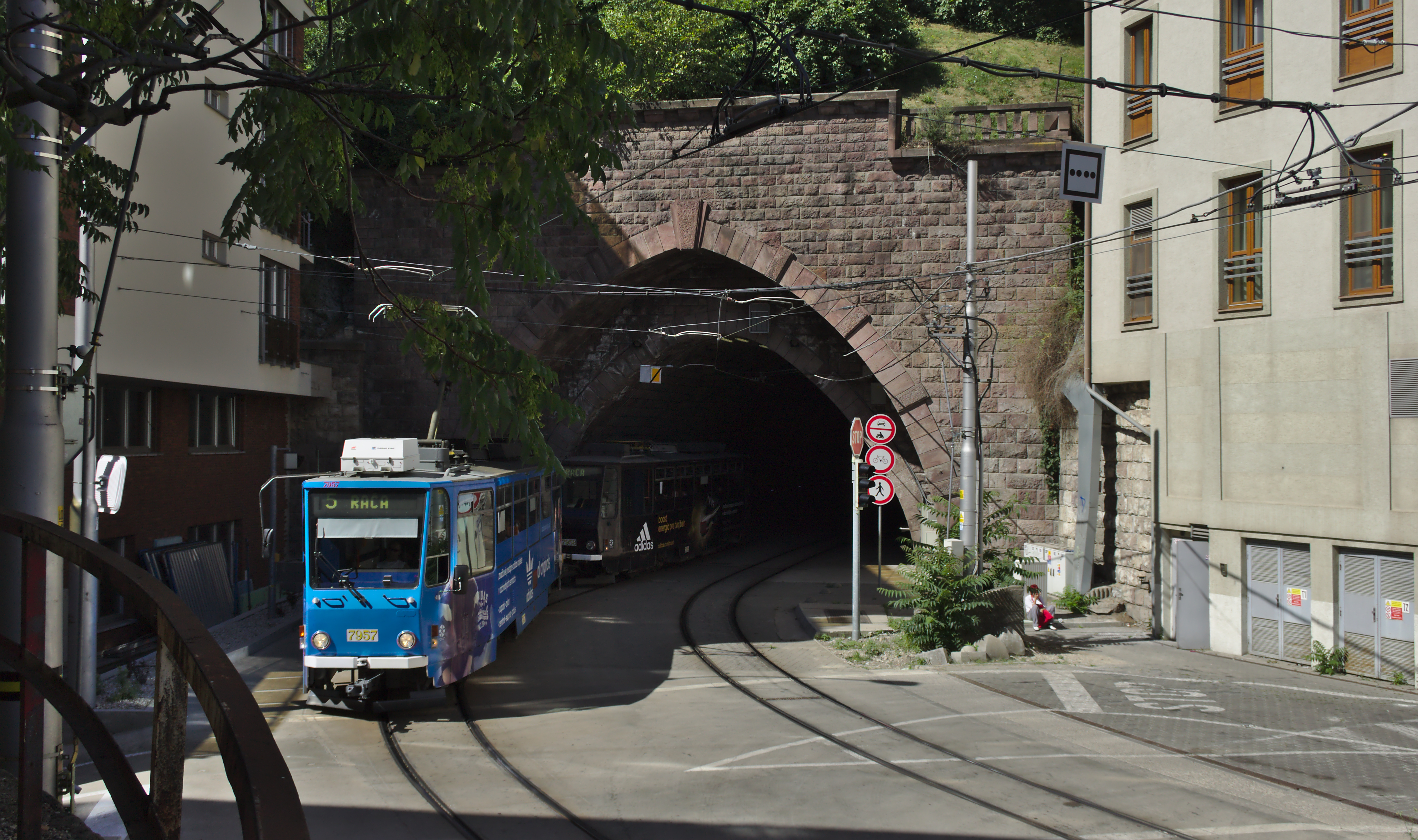
A vár alatti alagút
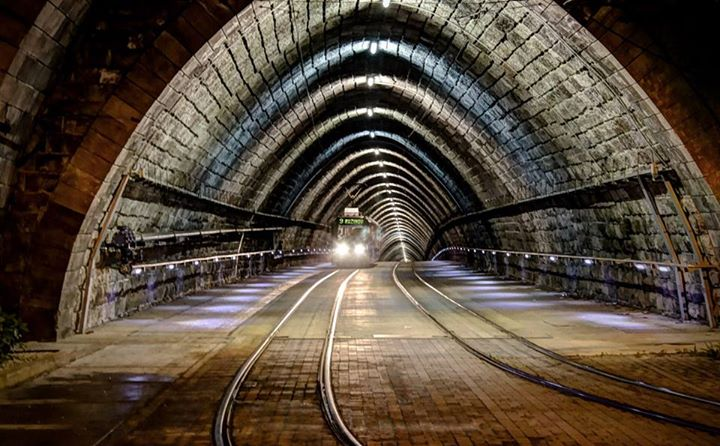
A 9-es villamos halad a vár alatti alagútban
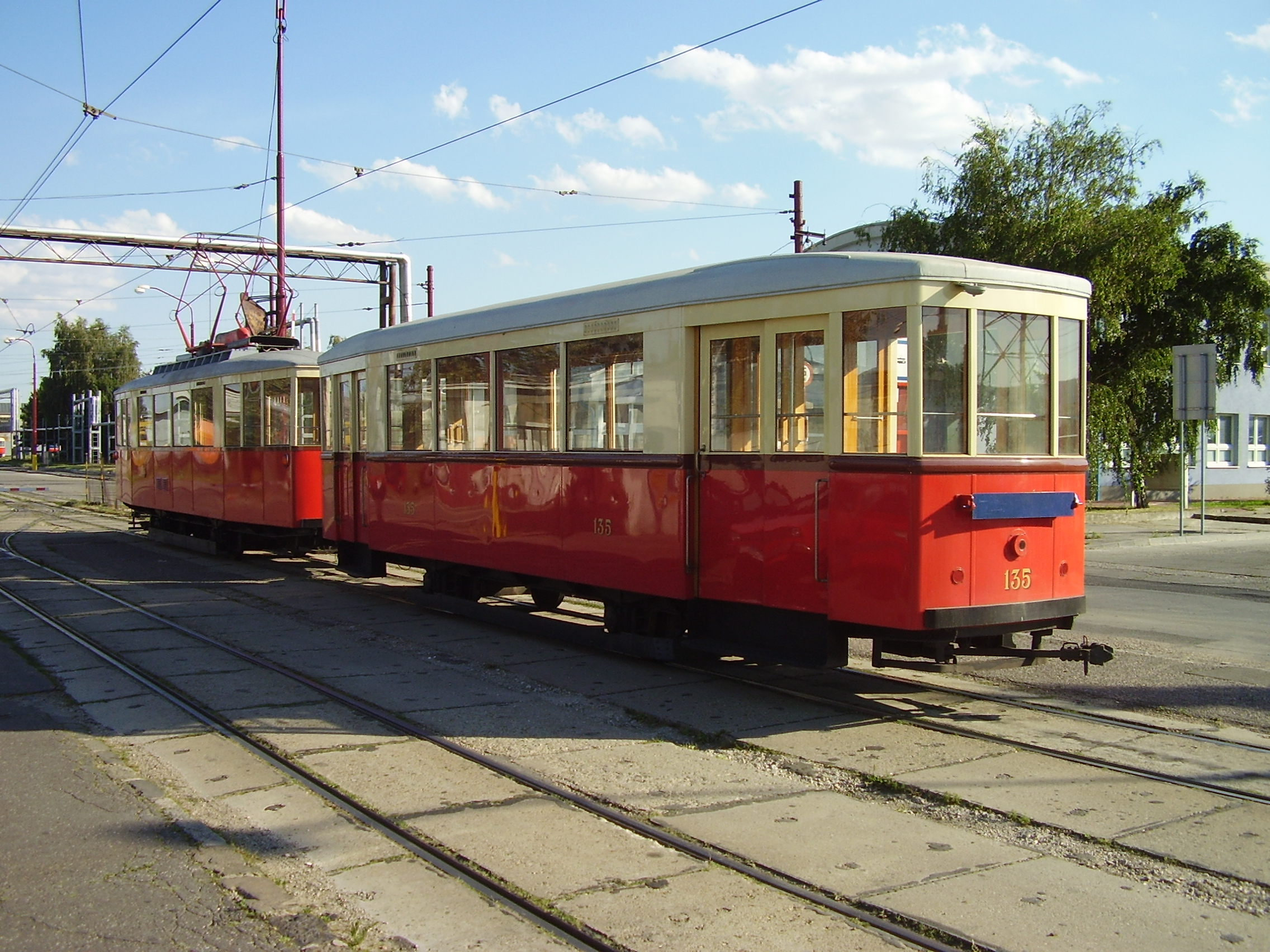
Nosztalgiavillamos
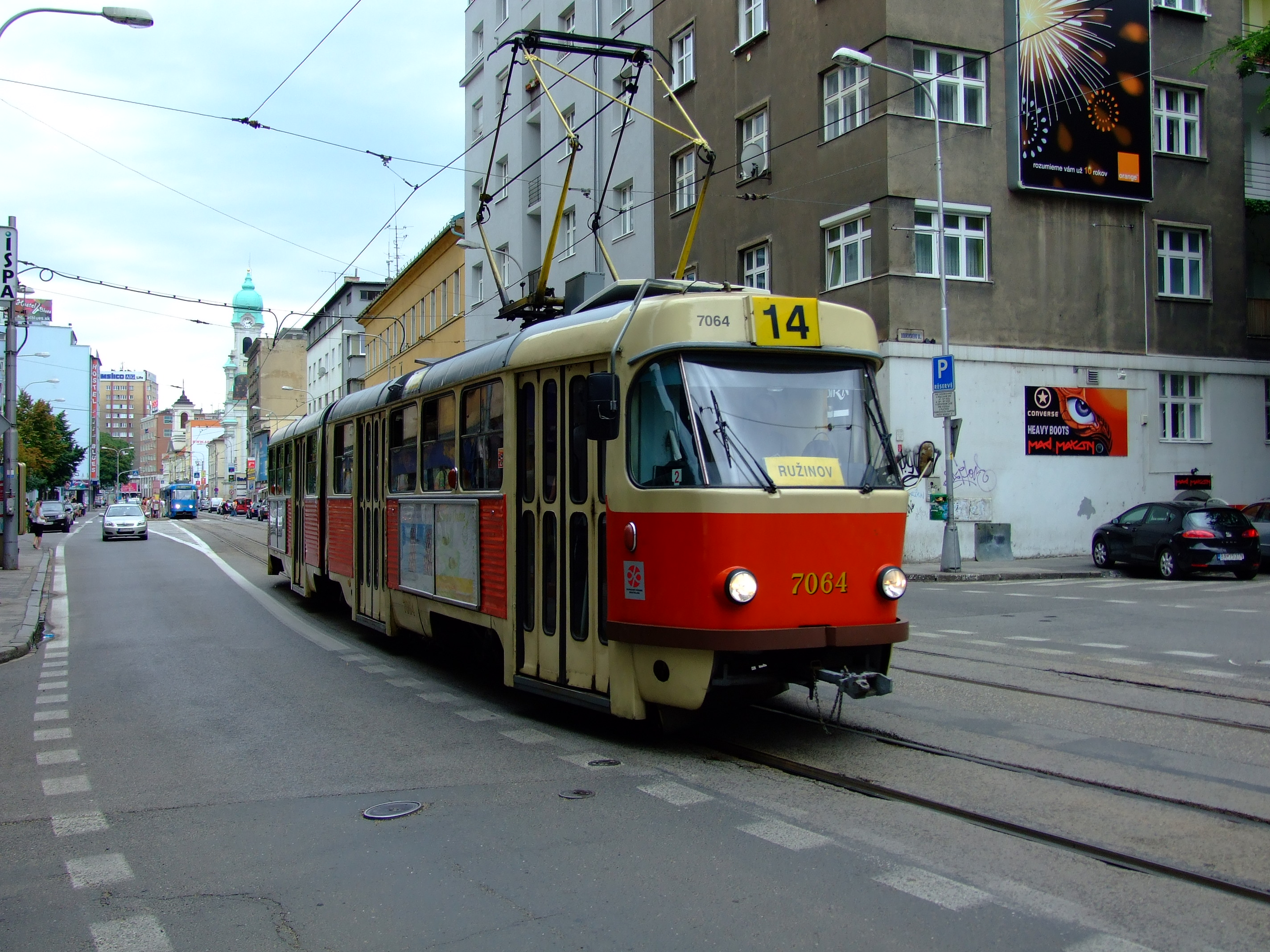
Tatra K2 sorozat
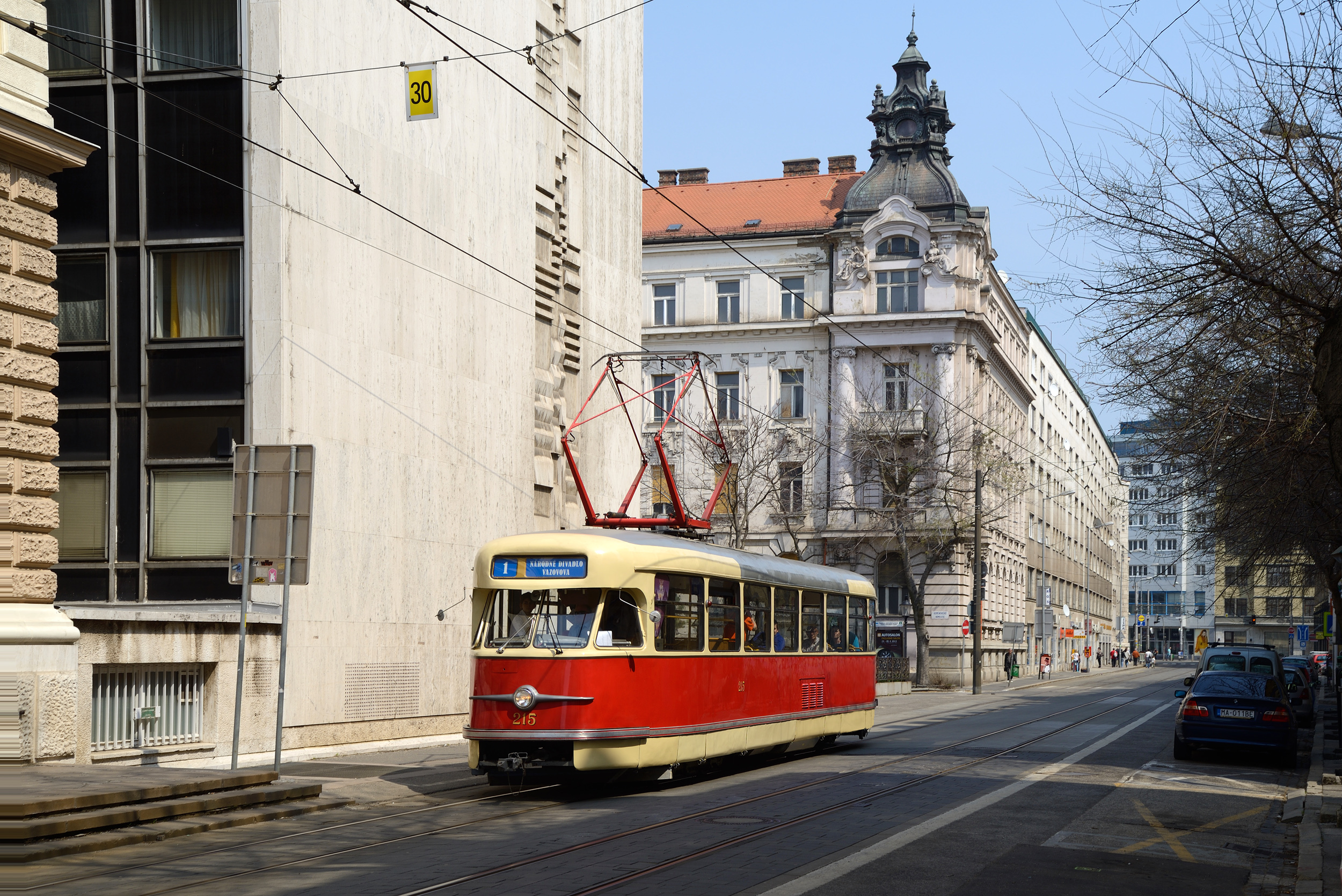
Tatra T2 sorozat
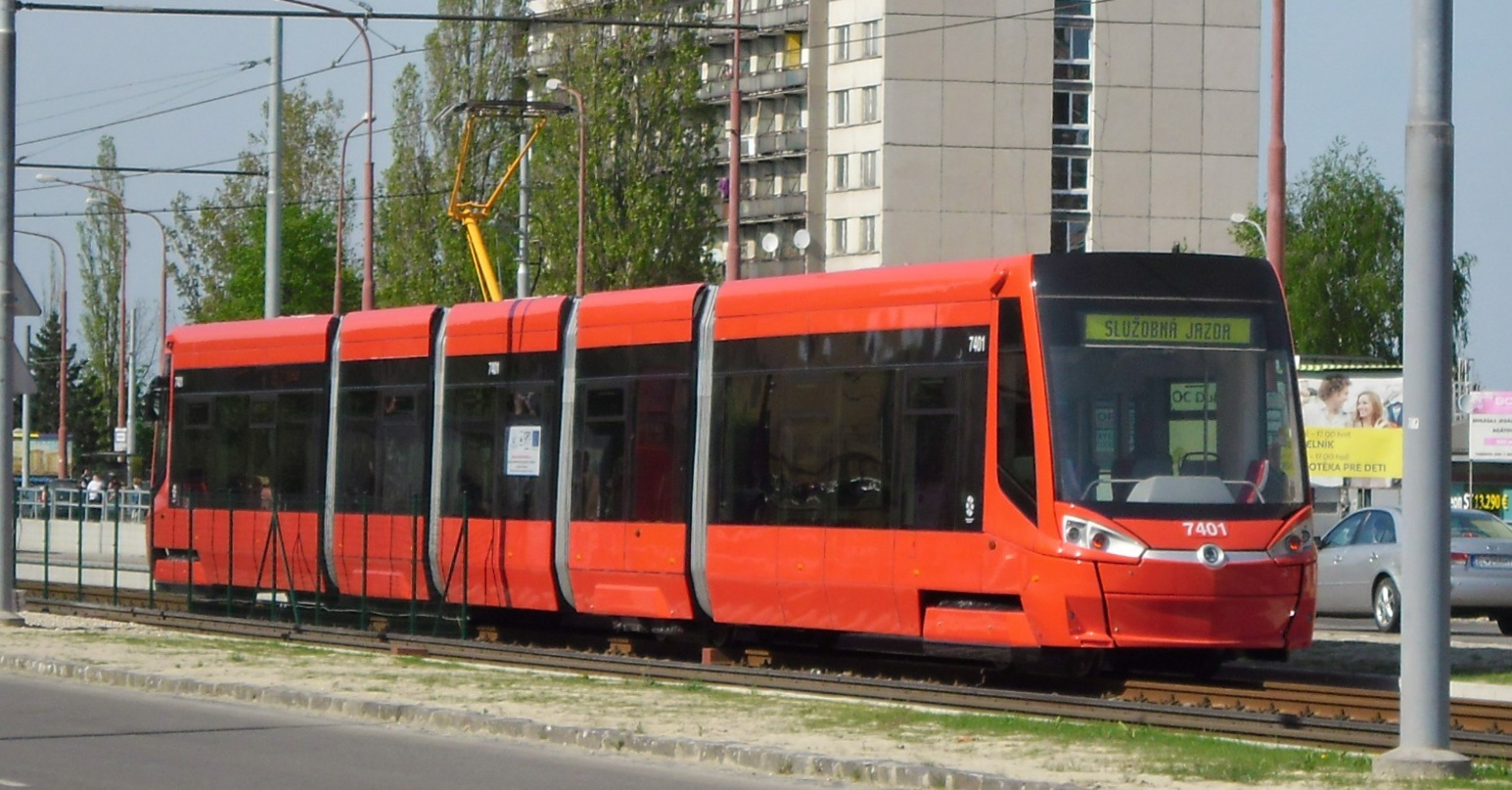
Škoda 29T sorozatú villamos
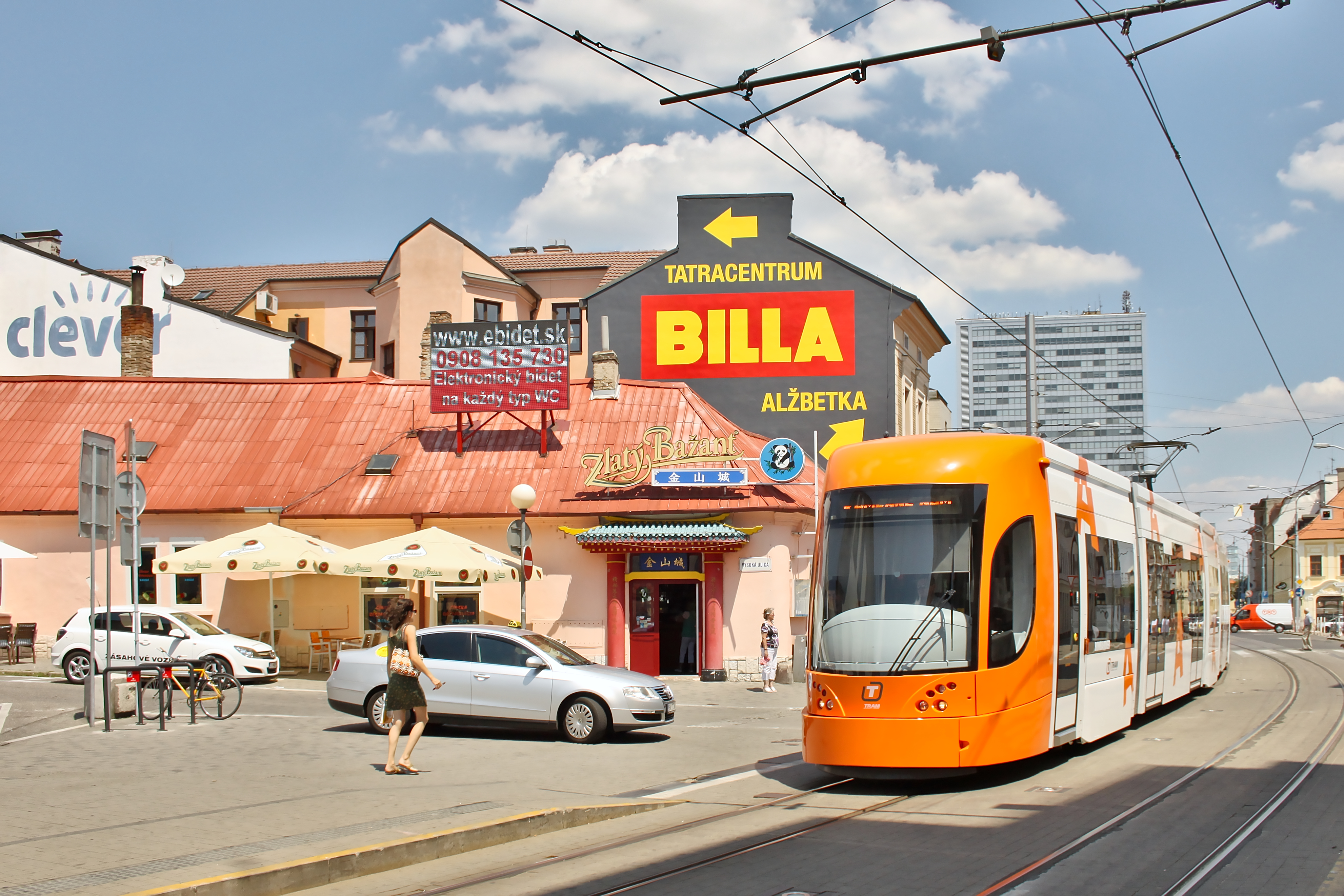
Bombardier Flexity villamos
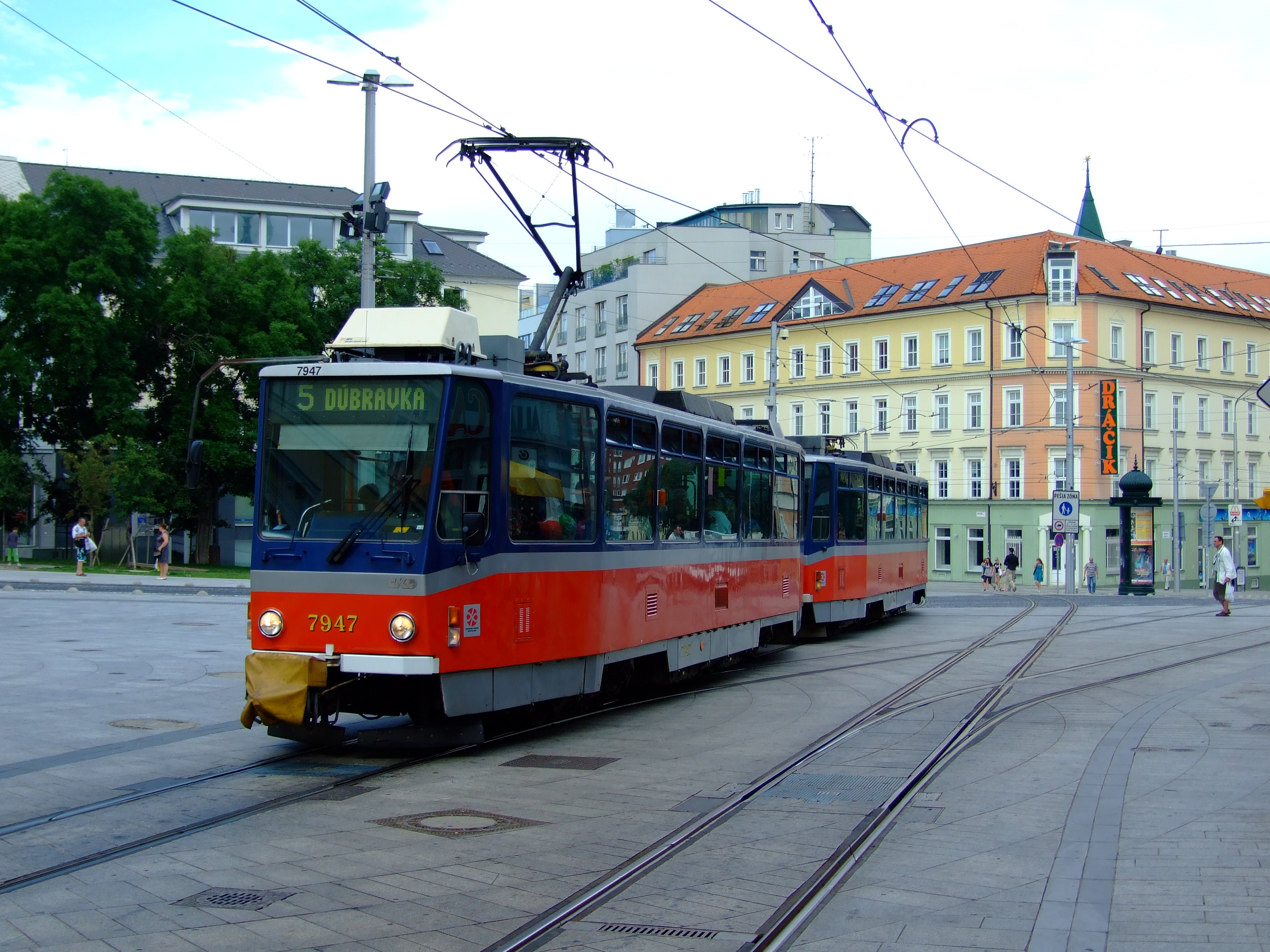
T6A5 típusú villamos tart Pozsonyhidegkút felé az 5-ös vonalon
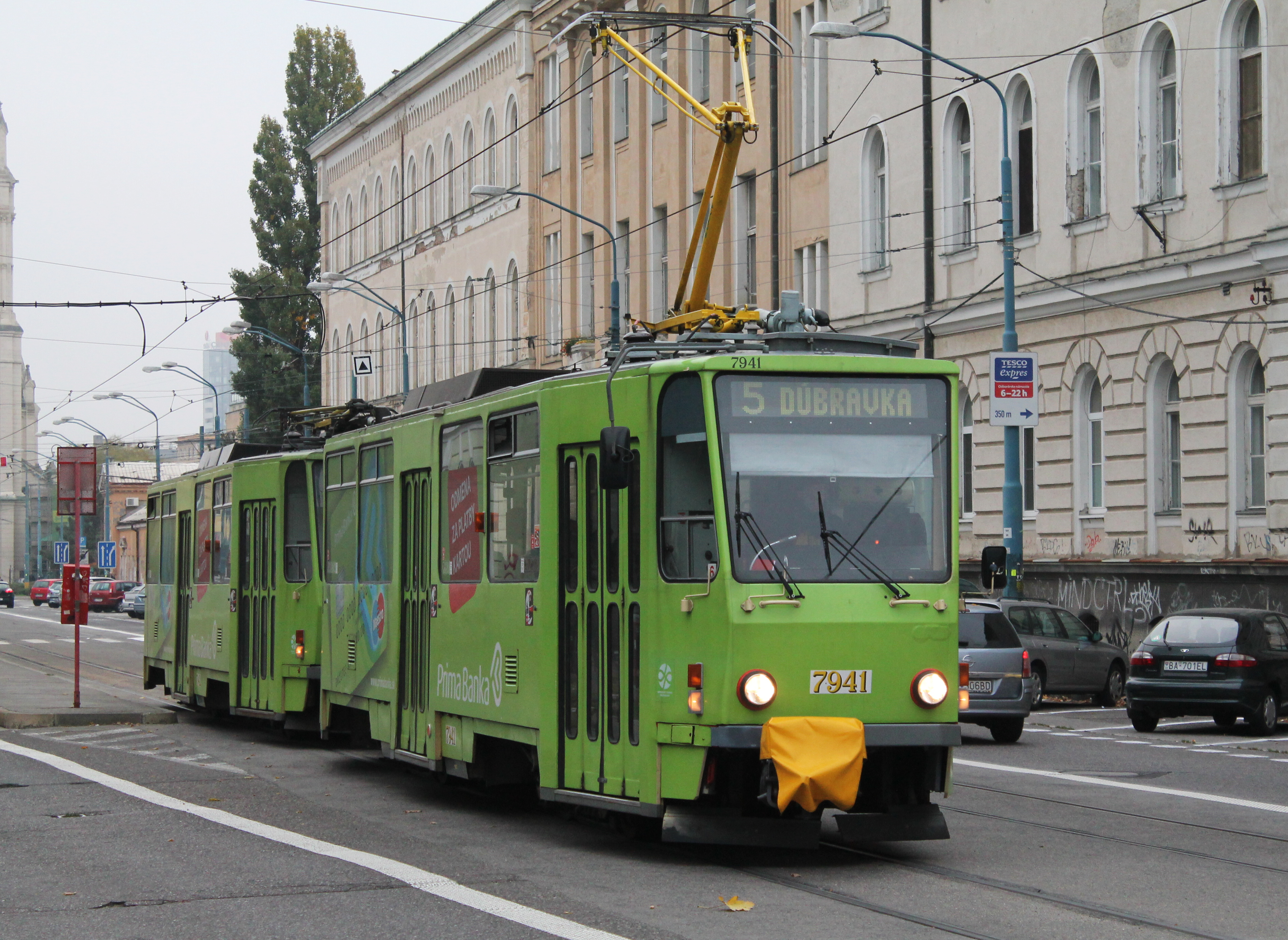
Villamos reklámfestéssel
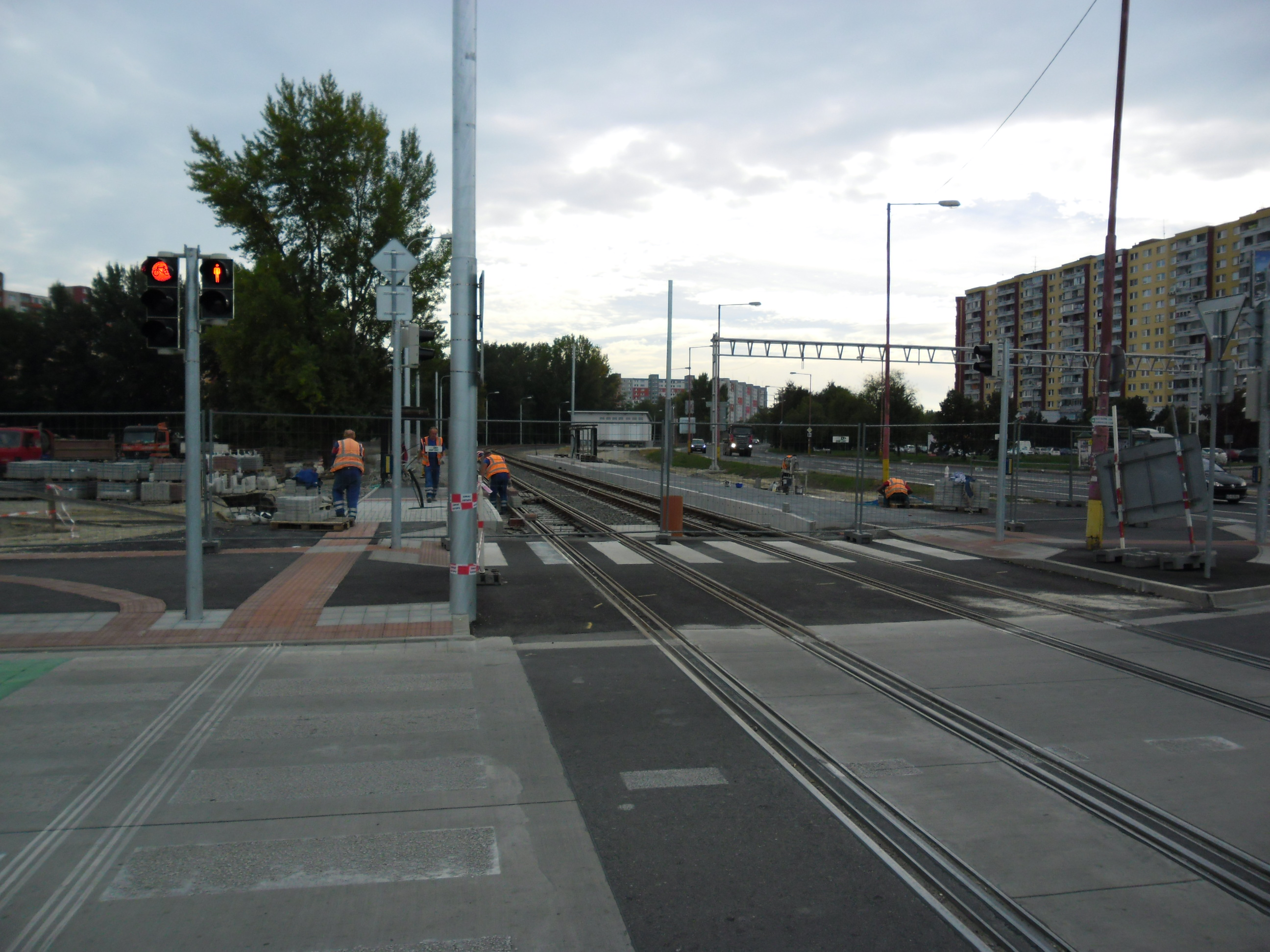
A 3-as villamos vonalának építése Pozsonyligetfalun, jól kivehető a kettős nyomtáv